# 御坂りあ
御坂 りあ（みさか りあ）は、日本の元AV女優。

## 略歴・人物
- 2018年7月にAVデビュー[4]。デビューのきっかけは承認欲求[5]。
- AV OPEN 2018の乙女部門(「ロ●専科 清楚美少女～帰省してきた姪っ子が見ない間に大人っぽくなっていた～ひとりっ子 りあ 18歳」[6])、素人部門(「素人女子大生限定！パンティ素股でカチカチち●ぽがアソコに擦れて赤面発情！クロッチは恥ずかし汁まみれ！そのまま生で擦り合わせて、ヌルヌルワレメに結局つるんっと入って生中出し！！～AVOPEN2018特別編 撮り下ろし極上女子大生15名10時間」[7])、VR-1グランプリ(「電脳風俗ヨシダサーカス リア＆アメリ」[8])にそれぞれエントリー。2019年10月、ゲオTV×メンズサイゾー ADULT AWARD 2019・タイニーガール部門にノミネート[9]し、2位となる[10]。二つ名は「いもうと系エッチ巧者」。

- 趣味・特技はアニメ鑑賞、映画鑑賞[3]。声優を目指して、専門学校に通っていたことがある[11]。
- 2020年7月1日、「急遽決断しなければいけないことができてしまった」ことを理由に引退を発表[12][13]。

## 出演作品

### アダルトビデオ -DVD-
- 超・超・超ビンカン 桃色乳首女子大生 彼氏の勧めでAVデビュー!!（7月1日、MOODYZ）
- 新人! 奇跡の天然ピンク乳首美少女 奏ミサ AVデビュー（7月25日、kawaii*）※「奏ミサ」名義
- 都内制服オナクラで見つけた!北海道産の美白美肌のウブ少女! 手コキの天才! 天使すぎるあやかちゃん18才がAV出演してくれました! 依頼ナンパVol.17（7月25日、ナンパJAPAN）※「あやか」名義
- 勃起をさせて笑みを浮かべる。 痴女っ子ローリータ。（8月25日、ダスッ!）※「りあ」名義
- 120％リアルガチ軟派伝説 vol.64 町田（9月21日、プレステージ）※「みさ」名義　他出演:みずき、さくら、ちか、みほ
- 同居人とケンカし薄着姿で部屋を追い出されてしまった隣の可愛い女の子「ほとぼりが冷めるまで」と僕の部屋にいて貰うことになったが無防備すぎるおっぱいと見えそうな下着に興奮し我慢できず… 2（9月21日、DOC）他出演:浅見せな、青山朱里、白咲りの
- 媚薬チ○ポで即ハメされ痙攣するまで彼氏の父親にイカされました（10月1日、MOODYZ）
- 顔出し!女子大生限定 ザ・マジックミラー 徹底検証! 友達同士の男女が２人っきりの密室で初めてのずぅーっとディープキスに挑戦! in池袋 2 舌を激しく絡めあうベロキス接吻で理性がトロけたリア友の素人大学生は友情よりも性欲を選び濃厚ベロチューSEXしてしまうのか!?（10月7日、ディープス）※「いろは」名義　他出演:えみり、さくら、ひまり、つむぎ、りこ
- 素人娘達のピストンバイブ フェラ早抜き競争 3（10月13日、はじめ企画）他出演:森はるら、日向うみ、藍原あおい、紺野ひかる、夏原唯
- 出るに出られない! 姉のベッド下に隠れていたら普段は見れない姉の超淫らな姿に遭遇!! 姉を驚かせるためにベッドの下に隠れていたら、普段ボクには見せない姉の超淫らな姿が間近で見られて大興奮!!生着替え、オナニーしているやらしい姿。彼氏とのベッドが激しく揺れほどのセックス。すぐ頭上でエロい事が行われていると思うと、出るに出られなくなるほど超勃起!!ベッドが持ち上がるんじゃないかっていうほどギンギンにチ○ポを固くして覗いていると姉にバレてしまい、怒られるかと思いきやボクの勃起チ○ポを見て姉も発情してしまい、そのままベッドに押し倒されました!（10月19日、Hunter）他出演:坂咲みほ、明海こう ほか
- むっちりお尻が股間にピタッ!!じゃれて腰を動かす度に膨らむチ○コに気付いた彼女はエッチな腰使いで僕を誘惑し…（10月19日、DOC）他出演:七海ゆあ、三田杏、深田結梨
- ロリコンおやじと家出少女（10月25日、JUMP）
- 姪交換 2 〜2人の叔父による調教姪っ子交換記録〜（10月26日、TMA）共演:瀬名きらり
- 完全顔出しガチナンパ! とっても優しい天使みたいなナースさんに包茎早漏童貞3重苦男子のオナニーの介抱してもらいました!! かわいすぎる裸体にズル剥けフル勃起したち●ぽを白衣の奥にズブリ! 金玉空になるまで何度も中に出しました! 【6人収録5時間豪華盤】（10月26日、赤面女子）他出演:愛華みれい、一宮みかり、咲々原リン、響レミ、音羽美玲
- 田舎 純真パイパン美少女の夏休み（11月1日、ロリ専科）※「りあ」名義
- 吹奏楽部レズビアン 〜大好きな先輩にもっと近づきたくて〜（11月7日、ビビアン）共演:瀬名きらり
- 親族相姦 きれいな叔母さん（11月19日、ヴィーナス）
- マジックミラー号ハードボイルド in池袋 就職活動で内定がまだ無い苦戦新卒女子大生を「無料で就活カウンセリングをしてあげますよ」と言ってナンパ 「面接には度胸が一番大切!」と言いくるめマネキンを素股させる! 股間に塗られた媚薬で痙攣イキしまくって人生初の潮!潮!潮! デカチンに自分からマ○コをこすりつけてわりと簡単にナマ挿入&ナマ中出ししちゃうなんて!（11月22日、サディスティックヴィレッジ）他出演:富田優衣、宮沢ちはる、愛里るい、夏原唯
- 街角シロウトナンパ ハタチの女子大生が初飲みデビューしたら 33（11月23日、プレステージ）※「りか」名義　他出演:ことね、ゆめ、ゆき、すず
- SOD女子社員 2018年度 大忘年会 史上最大の潮吹き、おもらし、愛液垂らしでビショ濡れハレンチ接待（12月6日、SODクリエイト）※「井上麻衣子」名義　共演:金子千佳、岡本由奈、森田朱里、大隈涼子、松浦理恵、高槻真里菜、城崎あずみ
- 乳首こねくり回し 夜行バス痴漢 全員中出しVer.（12月7日、アパッチ）他出演:愛瀬美希、河音くるみ、今井ゆあ、日向うみ
- 20代素人カップル限定 夫婦交換検証企画! エロエロ指令満載の脱出ゲームで2人の距離は急接近! 新婚なのに禁断NTRセックス!しちゃうのか?（12月15日、ピーターズ）他出演:今井麻衣、倉木しおり
- ※欲求不満妻、お貸しします。 vol.04（12月28日、プレステージ）※「みれい」名義　他出演:まゆ、しずく、ゆり(音羽美玲)、ゆりか

- SWITCH8周年記念作品 スクールパンチラ見せつけ誘惑してくるクラスメイト クラスの女子たちと日替わりパンチラエッチできた月曜から金曜日までのできごと。（1月24日、SWITCH）共演:宮崎あや、ひなた澪、皆野あい、持田栞里、桃尻かのん、皆月ひかる
- 清楚美少女 〜帰省してきた姪っ子が見ない間に大人っぽくなっていた〜 【ひとりっ子】 りあ 18歳（2月1日、GLAY'z）※「りあ」名義[6]
- 素人女子大生限定! パンティ素股でカチカチち●ぽがアソコに擦れて赤面発情! クロッチは恥ずかし汁まみれ!そのまま生で擦り合わせて、ヌルヌルワレメに結局つるんっと入って生中出し!! AVOPEN2018編（2月1日、赤面女子）他出演:有坂深雪、夢咲ひなみ、宮崎あや、有栖るる、星咲凛、水川えみる、逢沢りいな、木葉ちひろ、泡沫ゆうき、神谷充希 ほか　※AV OPEN 2018 素人部門3位[7]
- パツパツ尻パンストに擦りつけたい。 近所の若妻たちのムチムチ太股パンストを見てたら、奥さん達も夫以外の男に見られて発情しちゃった!（2月7日、SWITCH）共演:星あめり、阿部栞菜
- 学生時代に僕をイジメていたヤンキー幼なじみ娘と僕が見習いをやっているエステ店で偶然エンカ(エンカウント)しました ちな、元ヤンなくせに今は東京でパリピOLになっていましたが僕はこのワンチャンを逃さず店長の神技エステで油断したところに リベンジ“媚薬”マシンバイブ 即ズボ!秒でアクメで潮!潮!潮! そして最後はナマ中出しでとりま1回目の復讐完了です、マジ卍 Vol.2!（2月7日、サディスティックヴィレッジ）他出演:跡美しゅり、皆瀬杏樹、夏原唯
- ヂュポ!ヂュルヂュル! そんなに音をたててフェラしたら周りに気付かれちゃいます! 図書館で難しそうな本を読んでいる真面目なメガネ美人の横であえてエロい本を読んで見せつけるようにフル勃起!それに気づいたメガネ美人は本を見るのをそっちのけで勃起チ◯ポに興味津々!勃起チ◯ポを見つめ続けるメガネ美人は興奮しまくりで淫乱化寸前!そして遂に我慢できなくなったメガネ美人はボクの股間に手を伸ばして、ファスナーを開け勃起チ◯ポを取り出しフェラ!完全にスイッチが入り淫乱化した真面目なメガネ美人は図書館にヂュルヂュル!と音が響き渡るほどいやらしく激しくチ○ポにしゃぶりついてきた!当然それだけではおさまらず人気の無い場所でチ◯ポを求められ…（2月7日、Hunter）他出演:星乃レイア、ましろ杏、愛瀬美希 ほか
- たかーい たかーい! ロ●ータ空中パンパン 2（2月7日、MILK）
- ゴミ拾いの環境美化サークルに所属しているヤリマン美少女はエコ意識が人よりも強すぎてコンドームをつけないエコ生中出しSEXをしているらしい vol.2 りあちゃん編（2月8日、S級素人）※「りあ」名義
- 女子○生限定 マジックミラー号 「下着メーカーのモニター調査」と称して生おっぱいをモミモミしながらインタビュー 清純そうな見た目からは想像もつかない超ドえろ発言連発! 敏感な美乳をもみほぐされて感度抜群女子○生が大人ち○ぽでイキまくり! 10人中10本番! 2（2月21日、SODクリエイト）※「りあ」名義　他出演:まこ、れいな、ここあ、りお ほか
- ラグジュTV×PRESTIGE PREMIUM 21（2月22日、プレステージ）※「飯田花音」名義　他出演:深川恵里奈、小野寺舞、遥夏、竹内奏、酒井えり、折原美理、黒崎麻里奈、坂下まなみ、林海望
- SEXの逸材。 VOL.36 （秘）性癖を曝け出す美少女を劇撮 見た目からは想像のできないスケベな欲望がカメラの前で弾け飛ぶ!（3月1日、プレステージ）※「りあ」名義　他出演:るい、りん、ゆい
- 生意気な妹を‘恥ずかし固め’で完全ロック！！‘恥ずかし固め挿入’でハメまくり！昔はお兄ちゃん子だったくせに、最近マセてきた妹はボクに文句を言ってくるのでいつも兄妹ゲンカ！頭にきたボクは得意の‘恥ずかし固め’で恥ずかしめてやると、急に大人しくなったので…（3月19日、ゴールデンタイム）
- かわいすぎるから… ぜんぶきみのせいなんだ 3（3月27日、FIRST STAR）※「りあ」名義
- 女子学生診察 女子学生たちにワクチンと称した睡眠薬を注射し昏睡レイプしていた医師 被害者20名（4月7日、東京スペシャル）他出演:満月ひかり、悠月アイシャ、愛華みれい、阿部栞菜、海空花 ほか
- 固定バイブで下品にガニ股イキし続ける敏感義妹（4月7日、アパッチ）
- 眼鏡腐女子●生の変態妄想性行為となまなかだし VOL.001（4月12日、BAZOOKA）他出演:有栖るる、泉りおん、夢咲ひなみ
- 自画撮り 視姦願望のある11名の人妻 性欲剥き出し絶倫オナニー Vol.2（4月15日、プリモ）
- 妄想アイテム究極進化シリーズ ぼでぃじゃっきゅ ショタ憑依 番外編 〜無知なショタ2人が姉♀とその友達♀に憑依して性に目覚めてハレンチ遊戯〜（4月25日、ROCKET）共演:水城奈緒、神谷充希
- 新宿歌舞伎町 雑居ビルで泥酔している女性をサクッとSEX中出し男の犯行映像はこちらです。 被害者20名（5月7日、東京スペシャル）他出演:阿部栞菜、満月ひかり、木ノ上露乃 ほか
- 生中出しアイドル枕営業 Vol.001（5月17日、BAZOOKA）他出演:明海こう、冬愛ことね、本田梓
- OL待ち合わせデリヘル 素股中にヌルっと挿入そのまま生中出し Vol.001（5月17日、BAZOOKA）他出演:小峰みこ、日向うみ、夏原唯
- 乳首が超敏感美乳妹は乳首いじりで失神爆イキ連発!! ボクには仲良しの超可愛くて優しい妹がいます!!家では超無防備な格好で正直、困ってしまいます!だって小さい頃に見た胸とは違い未だ発展途上とはいえ胸がちょっと膨らんでいて無防備なもんだからその可愛い胸が丸見えなんです!!当然、膨らみだけじゃなくて先端のポッチ(乳首)まで丸見えでボクはフル勃起!!!勃起してたらバレてしまいヤバイと思ったけど妹も発情してたみたいでボクのチ○ポを触って来た!それでボクは調子に乗って乳首をいじったら失神寸前状態で何度も爆イキ!!体をねじらせながらカニばさみロックで抜かずの3連続中出し強要する程のド淫乱妹に豹変!!（5月19日、Hunter）他出演:皆月ひかる、宮沢ゆかり、豊中アリス、まゆのゆま
- 目指せ!賞金100万円! 二人三脚ツイ●ターゲーム（5月19日、ATOM）他出演:水卜麻衣奈、玉木くるみ、桜木優希音、宮下なつみ
- 私は飲酒運転の奥さんと交通事故を起こし逃がしてから後日呼び出し警察沙汰にしない代わりにと好き放題中出しセックスしまくっていましたので投稿します。（5月19日、熟女はつらいよ）他出演:愛華みれい、阿部栞菜、海空花 ほか
- ネットで入手した昏睡薬「クロロホルム」 修学旅行女子学生 旅館夜這い 同級生男子たちによるクロロホルム昏睡集団レイプ（5月25日、レッド）他出演:阿部栞菜、海空花、満月ひかり、悠月アイシャ ほか
- ボクの部屋がいつしかヤリマン女子たちのたまり場に!自宅を勝手にイケてるグループのたまり場にされている気弱なボクだけど、イケメン野郎が連れて来るクラスで一番カワイイ女子や巨乳、ドMな後輩、セフレ…と、お下がりとはいえエッチできるから、大好きな一人の時間が減ってしまったけど良しとしよう!!しかも、ボクのエッチの方が濃厚で気持ち良いらしく女の子たちはイケメンではなくボクにおかわりを求めてくる…イケメンの女たちを全部頂いちゃいました!!（6月7日、Hunter）共演:阿部栞菜、椿井えみ、石川祐奈、豊中アリス ほか
- 「あなたの抱えているSEXの不満を解消します」ネットで募集したらむっつり変態美女が4人集まった。パンツにシミが出来るほどマン汁をダラダラにして。二度と会うことのない素人子宮に無責任にザーメンを中出しした。（6月14日、S級素人）※「ゆうな」名義　他出演:ひーちゃん、あいみん、みすず
- 芸能モデルプロダクション 芸能タレント募集に応募してきた女性たちに昏睡茶を飲ませ昏睡レイプしていた男 被害者20名（6月19日、東京スペシャル）他出演:海空花、満月ひかり ほか
- 羞恥 新入生発育健康診断 令和元年 〜初夏～（6月20日、サディスティックヴィレッジ）共演:南なつき、冬愛ことね、平花、八尋麻衣
- あの日の夜こんな事件が多発していたのはご存じですか? サッカー日本代表戦! 泥酔した女の子たちを更に飲ませて酔い止めと称した昏睡薬を飲ませて持ち帰り中出しセックス映像集 被害者20名（6月25日、レッド）他出演:木ノ上露乃、海空花 ほか
- 義妹の乳首に絆創膏!? ボクの義妹はいつも胸元がゆるい服を着ていて乳首が丸見え!と思ったら乳首に絆創膏!?気になり過ぎて寝ている義妹の乳首の絆創膏をそ〜っと取ろうとしたら超過敏に反応して起きてしまい「乳首は敏感過ぎるから…ダメなのっ!」と絆創膏の上から触れただけでも感じまくり!絆創膏を取って直接触ったら更に感じまくって激イキ爆濡れ!（7月7日、ゴールデンタイム）他出演:新川優里 ほか
- 就職活動女子大生生中出し面接 Vol.005（7月12日、BAZOOKA）他出演:有栖るる、夢咲ひなみ、本田梓
- 課外授業ヤリマンレズビアン!! インテリ女教師と淫乱女子○生のもっとやらしいレズセックスしましょ…（7月13日、U&K）共演:橋本れいか
- 私立デカ尻体育学園 杭打ち騎乗位中出し部（7月13日、MOODYZ）共演:奥菜えいみ、阿部乃みく、桜木優希音
- 絶倫義兄 義妹連続中出し地獄 〜突然できた5人の義理の妹を追いかけ回して何度も何度も中出し!一人ずつ確実に手なずけて地獄へ堕とす〜（7月19日、アパッチ）他出演:椿井えみ、明海こう、後藤由乃、南涼
- 丸の内整体院 エリートOLたちは昏睡薬入りのお茶を飲んだ後施術中に眠ってしまい… 被害者20名（7月25日、レッド）他出演:木ノ上露乃、阿部栞菜、悠月アイシャ ほか
- ヤリマンな義理姉妹に挟まれて 3段ベッド生活は上からも下からも誘惑されまくり! 親が再婚して新しく出来た義姉と義妹。部屋が狭いので新居ができるまでの間、相部屋3段ベッド生活!しかも無防備な二人に挟まれて興奮しまくりだったのですが、二人は超ヤリマン女子だった!そんな姉妹なので友達はもちろんヤリマン!だから二人が連れてくる友達にもこっそり誘われてしまって…。さらには姉妹に挟まれて求められてしまいサインドイッチ射精!（8月7日、Hunter）他出演:加瀬ななほ、皆瀬杏樹、川菜美鈴、生田みく、茜麻衣子
- 壁ドン押さえつけ対面素股パンツ内大量射精痴漢からの精液まみれチ●ポ生挿入中出し痴漢 2 被害拡大!1人増量!!（8月7日、アパッチ）他出演:真白ここ、皆瀬杏樹、川菜美鈴、星空もあ、やしきれな
- 今からこの一家全員レイプします 新●区●落合（8月9日、REAL）共演:一条みお、竹内梨恵、加瀬まどか
- イクイク早漏敏感妹と排卵日子作り物語 ACT.001（8月9日、宇宙企画）
- SOD女子社員SP版 SOD酒場グループプレゼンツ！！ 人生は波乱万丈だ！ゲーム Hなマスがいっぱい過ぎて‘恥ずかしい’が止まらない！日頃お世話になっているユーザー様を招待した大感謝祭！（8月22日、SODクリエイト）
- 農業Uターン家族 村の有力者は転入してきた夫婦奥さんに昏睡茶を飲ませやりまくっていた 被害者20名（8月25日、レッド）他出演:阿部栞菜、中島京子、満月ひかり、海空花、愛華みれい、悠月アイシャ ほか
- 房総半島の温泉リゾート地で見つけた未成年美少女限定 裸よりも恥ずかしいハレンチ水着で混浴入ってみませんか？ 全員10代＆Eカップ以上！人気企画復活SP（9月12日、SODクリエイト）
- イマドキ☆ぐうかわギャル女子●生 VOL.008（9月13日、BAZOOKA）他出演:葉月レイラ、姫野かんな、桐谷なお
- 見られて興奮！自画撮り 自慰中毒ドスケベ人妻 性欲爆発オナニー vol.3（9月15日、ロータス）
- 濃密接吻レズビアン 義母と娘の唾液と愛液にまみれた濃厚すぎる快楽（9月26日、ヒビノ）
- 欲求不満なワケあり人妻さん大集合！！旦那より大きな馬並み巨大勃起チ●ポ見せつけチャレンジ！赤面恥じらいが止まらないセックスレス発情奥様！ぐちょ濡れオマ●コに素股プレイ中ヌルっと生挿入！「私…デカチンが好き！」女として生まれて初めての感動SEX体験SPECIAL（9月27日、S級素人）
- 「お兄ちゃん、もしかして私のこと避けてるでしょう？」「バカその逆だよ！どストライクなんだよ（※心の声）」3 無邪気にボクに接してくる妹は…（10月7日、Hunter）
- 媚薬射精ペニバン襲激4 女の中出しピストンの快感で助けも呼べず理性を失いレズ覚醒する女子○生（10月10日、ナチュラルハイ） 他出演:星奈あい、椎木くるみ、想真花
- 街で拾った無抵抗家出少女を車内輪●（10月19日、アパッチ）
- 素人妻ナンパ全員生中出し5時間セレブDX 67（11月15日、ロータス）
- 深夜のコンビニに出没するハミ尻娘は超エロい説 無防備ハミケツ！はわざと？ボクのバイト先のコンビニには、深夜になると酔っ払っているのか…（11月19日、Hunter）
- 「久しぶりに一緒に入ろう」と誘ってきたお姉ちゃんとローション風呂 滑る快感が理性を狂わせる密着お漏らしセックス2（12月12日、ナチュラルハイ）
- ナチュラルハイ20周年記念作品 こんな野外で？！こんな場所で？！顔射後も止めない突然の笑顔しゃぶりで連続2回おねだり女子○生 20人スペシャル全40発射！（12月12日、ナチュラルハイ）
- あめりの！（12月13日、あら、スケベ/妄想族）
- 素人限定！目指せ！高額賞金！リモコンバイブのリモコン探しゲーム2（12月19日、ATOM）
- 『えっ！？何でそんな格好でお尻突き出してるの？誘ってるの？？あっスタート練習か…』2 陸上部に所属しているボク。雨の日は校内でのスタート…（12月19日、Hunter）
- 妹に昔もらったキス券を毎日使っています 桃色かぞくVOL.10（12月26日、SODクリエイト）

- 女子社員狙い撃ちの社内歓迎会で社長ゲーム！少し高飛車で高卒の俺より高学歴なウチの会社のソソる黒パンスト女子社員。ムラムラくるけど手が出せない。しかし！今日はパワハラ、セクハラ、何でも有り！！ハチャメチャやっても怒られない！王様ゲームから発展した…（1月9日、SOSORU×GARCON）
- いたずらっ子な御坂りあがこっそり逆夜這い... 淫靡な女体と痴女プレイで連続射精を誘う（1月13日、バルタン）
- 銀河級美少女在籍 全身ずっとベロベロ舐めまくり制服リフレ Vol.002（1月17日、宇宙企画）他出演：渚みつき、石原理央
- シロウト女子個人撮影ハメ撮り日記 透き通る白い肌のチ○ポ○隷 りあさんDかっぷ（1月25日、シャーク）
- 艶めかしきランジェリー姿で濃密なフェラチオ（1月25日、SEX Agent/妄想族）他出演：永瀬ゆい、麻里梨夏、東条蒼倉、多まお、大谷翔子、奏音かのん
- 拘束イラマ～身動きが取れない美女たちへ容赦無しの喉じゃくり口淫～(2月25日、SEX Agent/妄想族) 他出演:永瀬ゆい、喜多まお、東条蒼、奏音かのん、葉月桃、麻里梨夏
- いつも見かける乳酸菌飲料訪問販売ママさんと滅茶苦茶セックスした。Vol.002（3月13日、ケイ・エム・プロデュース）
- のど射ごっくん涙目鬼イラマチオ!（3月19日、エムズビデオグループ）
- 黒タイツ女子●生 潮吹き痴●（3月19日、アパッチ）
- ご主人様が大好きすぎるヤンデレメイドご奉仕 Vol.003(5月1日、プレステージ)
- 『このままヤっちゃうぞ！』『お兄ちゃんだったら、いいよ…』小生意気な妹を床ドンマウント！したらまさかまさかの神展開！？普段から生意気な…（6月19日、ゴールデンタイム）
- 「視力・聴覚・味覚・臭覚・触覚 五感を奪われた状況で性感を刺激され続けると女性はどうなってしまうのか？」をSOD女子社員が真面目に検証した結果、理性を失い何度もお漏らし4名合計79イキ SOD性科学ラボ REPORT13（8月13日、SODクリエイト）

### アダルトビデオ -配信-
- 【初撮り】ネットでAV応募→AV体験撮影 741（8月26日、シロウトTV）
- ラグジュTV 993（8月31日、ラグジュTV）
- ■Tバック丸出しで無防備な20歳■※ハタチの初呑みに密着※グイグイ呑んでホテルでぐ～すかZzz→純白パンチラGET※肉厚で淫らな舌を持つパリピ女「彼氏以外とは初ちゅー」※近年稀に見る真っピンクな乳首→超敏感※バイブで喘ぎながらもチ○コは咥えたまま※「挿入れて」とおねだりで最後は顔射Finish→「気持ちよくてヤバ過ぎw」（8月28日、DOC）
- ■この世で一番エロい乳輪を持つ人妻■※若いうちに綺麗な姿を撮って残したい※今日まで旦那一筋で来た奥様が決意のAV出演※もはや芸術！目を見張るほど美しいピンク乳輪※生ツバごくり！かぶりつきたいリアル桃尻※誰もが羨む究極の裸体※美マンコにデカ○ンぶち込みガン突き中出し！！まさかの底なし絶頂2連戦！！（9月19日、DOC）
- マジ軟派、初撮。 1184（10月28日、ナンパTV）
- りあ（10月30日、俺の素人-Z-）
- 渋谷ハロウィン当日！大騒ぎ！逮捕者続出のさなか、仮装ナンパ師突入！ピンク女豹の巨乳ギャル＆小悪魔セクシーな美女2人組にワンチャン狙いでグイグイ声掛けー！暴徒と化したパリピたちを横目に、ホテルで4P乱痴気騒ぎ！！（11月8日、ナンパTV）
- 【敏感！ピンク乳首】経営学部3年生、キュンキュン不足。彼氏に求める理想は高くない(と口ではいう)が決めきれない優柔不断⇒用途に合わせて男を作ればいいんじゃないですか？という提案に⇒「あ、それ計画的で素敵★」となれば話は早い⇒白い肌に真っピンクの乳首と薄めのヘアーがエロ可愛い⇒チ○ポとマ○コの熱いこすれあいに理屈を超えた感動が待っていましたの巻：私立パコパコ女子大学 女子大生とトラックテントで即ハメ旅 Report.073（11月17日、プレステージ）
- 【色白乳首ピンク】21歳【ミラクル可愛い】りあちゃん参上！大学生の彼女の応募理由は『AV興味ありましたょ♪』1年彼氏無しのセックスレス女子大生【溜まってる美少女】『毎日寝る前にオナニーしますょ♪』寝る前だけ？『…。それ以外もします♪w』恥ずかしがりながらオナ見せで【絶頂痙攣】研ぎ澄まされた美白のもち肌BODYは感度良好！『フェラ好きですょ…♪』控えめに言っといて凄テクなフェラ&アナル舐めは必見！デカチンぶち込まれ【激イキ女子大生】全てがミラクルな女子大生のSEX堪能せょ！（11月20日、ARA）
- 超敏感ピンク乳首JD◆色白美少女JDりあちゃん(20歳)は企画の飲み込みがめちゃ早でラブホINまで超スムーズ！Hな質問にも積極的に答えてくれる！下着を脱がせれば使用感ゼロ(新品に近い)ドピンク乳首！しかも超敏感で乳首を攻めればアヘりながらヨダレを垂らして悶えるエロすぎギャップに即発射不可避！！：いくらでラブホ！？ No.016（12月14日、マジック）

- 成人式ナンパ 03（1月23日、ナンパTV）
- りりあ（1月25日、素人ホイホイZ）
- りあちゃん 2（2月1日、俺の素人）
- りあ おっぱいもみもみインタビュー 毎日1時間の半身浴は欠かさない美意識高めのオシャレ番長（2月8日、SODクリエイト）
- ゆうな（3月8日、俺の素人）
- RIA（3月29日、俺の素人）
- Ria 2（4月28日、俺の素人
- りありあ（5月31日、J●調査隊 チームK）
- 憑依バカッター バイトのキュートチャイニーズに憑依して好き放題大暴れ！！ （6月6日、SODクリエイト）
- りありあ2（6月7日、J●調査隊 チームK）
- 自己紹介＆相互舌観察濃密絡み合い唾液レズ接吻（7月3日、feti072.com）共演：星あめり
- ベロ観察・ベロ唾液フェチズム（7月9日、feti072.com）
- 主観淫語バーチャル乳首オナニー（7月21日、feti072.com）
- 【裏オプリフレ嬢×無許可中〇しin新宿】歌舞伎町で噂の裏オプリフレ嬢を潜入調査…闇営業が常態化した色白メイドに中〇しww（7月28日、黒船）
- 唇レズエステ（7月31日、feti072.com）共演：星あめり
- 詩織（8月7日、ION イイ女を寝取りたい）
- 過呼吸寸前！足腰ガクブルで絶叫イキしまくる激ピス中出し1発！→美オッパイ揺れっぱなしの何度イッても絶対やめない追撃ピストン大量発射1発！（8月8日、木曜だヨ！全員集合っ！！）
- ブーツで蒸れた美脚パンスト嗅ぎ舐め変態レズ（8月12日、feti072.com）共演：星あめり
- 御坂りあちゃんの舌・口内自撮り（8月24日、feti072.com）
- 街頭シ●ウトナンパ「あなたのパイパン見せて下さい」（2）～ノリでSEXもお願い（8月30日、パラダイステレビ）
- バーチャルベロキス 御坂りあ（9月8日、feti072.com）
- スケベな女医とナースのバーチャル口臭・ベロ臭・唾液臭ミックス体感痰壺激臭レズ⑧（9月18日、feti072.com）共演：星あめり
- 全身唾ぶっかけレズ「唾の神にすがる女」（9月27日、feti072.com）共演：星あめり
- 口臭嗅がせ鼻舐めレズ～先生の過激な口臭鼻舐めレッスン（10月18日、feti072.com）共演：星あめり
- ダブルバーチャルレズベロキス（10月30日、feti072.com）共演：星あめり
- 昼休みにエロいバイトにいそしむオフィス街のOLたち（11月1日、パラダイステレビ）
- 自己紹介＆相互舌観察濃密絡み合い唾液レズ接吻（11月15日、feti072.com）共演：黒崎さく
- 口臭嗅がせ鼻舐めレズ（12月2日、feti072.com）共演：黒崎さく

- 働く女性の蒸れたパンスト脚激臭嗅ぎ舐めレズ ナース編（1月13日、feti072.com）共演：黒崎さく
- ベロ・唾液見せ付け淫語 唾液溜めディルドフェラ手コキ（1月21日、feti072.com）
- ダブルバーチャルレズベロキス（1月27日、feti072.com）共演：黒崎さく
- 腋観察・セルフ腋チェック腋舐め（2月4日、feti072.com）
- ビラ吸いマン汁垂れ乳首擦り付けアクメレズ（2月12日、feti072.com）共演：黒崎さく
- エロコス神カワ素人のちゅぱちゅぱ吸い付く乳首舐めと見つめられながらローションぬるぬる手コキ 5名133分（2月20日、木曜だヨ！全員集合っ！！）
- 5本指パンストローション足コキ（2月29日、feti072.com）
- 【レズキスチ〇ポ2020】バーチャルダブルフェラ＆唾液ローション手コキ⑤（3月2日、feti072.com）共演：黒崎さく
- 白濁唾液顔面パック舐めレズ（3月27日、feti072.com）共演：黒崎さく
- SOD女子社員 Hな研究の実験台にされて社内で中出しされちゃった理系女子社員◆ 井上麻衣子 SOD性科学ラボ研究員2年目（3月27日、SODクリエイト）
- 主観激臭唾マニア・唾口臭吐き掛けられ淫語手コキフルコース（4月13日、feti072.com）
- 部屋着のままコンビニで立ち読みして時間をつぶしている女は高確率でヤレるのか？説（7月2日、むちゃぶりTV）

### アダルトビデオ -VR-
- 電脳風俗ヨシダサーカス（12月20日、FuuTube）[8]共演:星あめり

- HQ超激的高画質 ボクの部屋はいつの間にかワケあり家出少女たちの溜まり場！Hは決して嫌がらないし何度、中に出しても文句言わない。何があったのか…理由は何も喋らないしほぼ無口…でもHの時は超感度が良くてメチャメチャ感じてくれる…4（1月16日、お夜食カンパニー）
- 〜猫の恩返し〜 飼ってた愛猫がKawaii女の子になってご奉仕セックchuにゃん♥（2月1日、こあらVR）
- 彼女の家にお邪魔したら、制服姿の可愛い妹さんに誘惑され、寝てる彼女の横でエッチしちゃった!!!（2月9日、こあらVR）共演:中尾芽衣子
- クソ生意気なデカ尻J●を痙攣媚薬制裁（2月16日、KMPVR-bibi-）
- 家庭教師のセンセーにおパンツやおっぱいを見せつけ誘惑する制服美少女りあちゃん!69で尻ドアップ&モザなしアナルをじ〜っくり観察して、目が合ったまま眼前オマ○コいじり!丁寧乳首舐め手コキ!唾液ダダ漏れフェラ!イキまくり見つめ合い騎乗位、超ラブラブキッスしまくり対面座位 ※生ハメ中出し（3月1日、こあらVR）
- 痴女看守達が君臨する 夢のどスケベ刑務所（4月17日、KMPVR）共演:蓮実クレア、市橋えりな、葉月もえ
- 顔騎天国（4月27日、KMPVR）他出演:南梨央奈、有栖るる、松井美羽、雪奈真冬、枢木あおい、天音優莉、伊藤菜桜、市橋えりな、夢咲ひなみ
- ニッポンの至宝! 人気女優たちが女子校生でオナニー指示スペシャル!!（4月30日、KMPVR）他出演:南梨央奈、枢木あおい、跡美しゅり、紺野ひかる
- 犯された美人就活生のデカ尻!! セクハラ面接で弄び、中出し採用!!（5月30日、KMPVR-bibi-）
- 尻パブVR 尻フェチのための風俗店OPEN!（5月31日、SODVR）共演:桐山結羽、優梨まいな
- 知る人ぞ知る地方でひっそりと営業する伝説的女子校生限定ちょんの間風俗! 都会では行えない非合法サービスの連続で、美少女女子校生と精子が果てるまで楽しむことができる!（6月7日、KMPVR）
- フェラ舌VR 美しい口元から伸びるエロ舌がチ○コにイヤラしく絡みつく（6月14日、SODVR）他出演:古川いおり、波多野結衣、藤波さとり、大槻ひびき、相澤ゆりな、桃尻かのん、優梨まいな、桐山結羽
- 淫口VR（7月1日、KMPVR）他出演:有栖るる、紺野ひかる、あゆみ莉花、七海ゆあ、加瀬ななほ、あまね弥生、平花、枢木あおい、中条カノン
- 宅飲み女子会潜入盗撮VR（2）（7月25日、ステルス）
- 目の前に広がる美アナル大図鑑 ―超接写丸見え恥じらいヒクヒク美尻アナルVR―（8月2日、こあらVR）他出演:加藤ももか、渚みつき、大浦真奈美、立花めい、今井夏帆、須崎まどか、星咲凛、上川星空、嗣永さゆみ、日向恵美
- Barで出会った客のイイ女に媚薬ドリンクを飲ませてキマったオンナを俺たちのヤリ部屋に連れ込んだ。ヘロヘロになるまでイカせまくった中出しキメパコ!!（8月13日、こあらVR）
- 「出しても出しても勃起チ●ポが治まらねぇ!」 非モテ絶倫オヤジが塩対応な家出ムスメを『オジサン気持ちいいよぉ…お願いもう挿れて』と涙目で懇願させてイキ狂いさせる神クンニとガッツキSEX（8月16日、WAAPグループ VR）
- 【M男専用VR】「てめぇさっさとシコれよ!」 進学校に通う清楚な顔した黒パンスト穿いた義妹が上から目線で見下し淫語オナサポ/ビンタ/脚コキ/唾吐き/濃厚フェラ! 罵倒されフル勃起したチ○ポにガニ股生挿入! 卑猥な腰振りで何度もイキ乱れた!（9月13日、3D V&R VR）
- HQ超画質革命! 超絶美少女と1泊2日貸し切り温泉旅行で連続射精中出しSEX ～お風呂場編～（9月16日、こあらVR）
- トイレがない世界で、女子校のトイレになれるVR 部活編（9月26日、SODクリエイト）
- 喫煙フェラチオVR 煙草とチ○ポを交互に吸う女たち（9月30日、SODクリエイト）
- 「お兄ちゃん大好きだよ!」 ニーハイ穿いた制服姿の妹が無防備を装い見せつける絶対領域にフル勃起! ベロキス/耳舐め/ニーハイ脚コキ/濃厚フェラ! 生チ○ポ挿入すると膝をガクガクさせながら何度もイキ乱れまさかの中出し懇願!（10月4日、3D V&R VR）
- HQ超画質革命! 超絶美少女と1泊2日貸し切り温泉旅行で連続射精中出しSEX ～お泊り編～（10月11日、こあらVR）
- ジュルジュルすごい音の顔面舐めと何度も繰り返すベロキスと超接近する薄ピンクぷっくり乳輪とヨダレ垂れまくり対面座位とオッパイが目の前にせまる騎乗位と汗ばんだ背中がエロいバックとめっちゃ顔近い超・覆いかぶさり正常位【イチャラブ生中出し】（10月24日、アリスJAPAN VR）
- レズ体感VR 女のオーガズムは男の10倍! 女目線で自分のカラダがイキまくる! いいなりレズ絶頂3P Vol.4 ハロウィン女子会Ver.（10月31日、SODVR）共演：加藤ももか、水無瀬怜奈
- 夢中でフェラしている女の無防備なお尻を眺めるVR（11月21日、SODVR）他出演：笹本みほ、明海こう、神坂ひなの
- アナル悪戯VR（12月24日、WAAPグループ VR）他出演：稲場るか、石川祐奈、美甘りか、藤波さとり、優月まりな

- 完全拘束! 調教される無垢少女 ～眼前ガン見アングルで堪能するJ●の舐め顔/悶え顔/イキ顔～（1月17日、CASANOVA）
- 射精コントロール! オナ指示痴女（1月31日、CASANOVA）
- SCOOP VR 2周年記念特別企画！！超リアルVRピンサロ体験HQ特別版！！都内No.1の最強ピンサロ店に完全潜入！ランキング上位の嬢を独占！1対1あり、ハーレムコースありの超長尺350分！さらに嬢とのアフターお約束SEX特典付き！（2月25日、ケイ・エム・プロデュース）
- 僕のことを殺したいほど大好きなヤンデレ彼女と生パコセックス（2月28日、CASANOVA）

- 女子●生の川の字添い寝リフレ（1月26日、エロタイムPOP！）

### アダルトビデオ -総集編・オムニバス-
- バーチャル淫語乳首オナニー（10月19日、ゑびすさん/妄想族）
- パンストブーツ脚フェチレズ（11月19日、ゑびすさん/妄想族）
- 口臭嗅ぎ鼻舐め（12月1日、ゑびすさん/妄想族）

- ダブルバーチャルレズベロキス 5（1月1日、ゑびすさん/妄想族）他出演：星あめり、綾瀬さくら、佐野あい、日向菜々子、小春、鈴木ちひろ、佐伯由美香、辻芽愛里、喜多方涼
- 白濁痰唾ぶっかけごっくん脳内アクメレズ（1月19日、ゆりえっち/妄想族）共演：星あめり／他出演：加藤ツバキ、七海ゆあ、三吉菜々、千種ちな、佐伯由美香
- 濃厚キス唾液交換（2月1日、ゑびすさん/妄想族）他出演：小春、鈴木ちひろ、NIMO、加藤ツバキ、綾瀬さくら、喜多方涼、星あめり、七海ゆあ
- 仮想バーチャル悩殺キス（6月1日、ゑびすさん/妄想族）
- 濃密唾液接吻レズ（7月19日、ゑびすさん/妄想族）
- 5本指パンストローション足コキ（7月19日、ゑびすさん/妄想族）
- 主観挑発レズキス（9月1日、ゑびすさん/妄想族）
- 鼻を舐めるレズキス（11月19日、ゑびすさん/妄想族）

- 主観 唾 吐息 淫語浴び手コキ 2（1月19日、ゑびすさん/妄想族）
- 大量唾液滴るレズキス淫語ディルドフェラ（3月19日、ゑびすさん/妄想族）
- ノーカットセレクション 新スーパースター降臨 御坂りあ8時間BEST（4月23日、ケイ・エム・プロデュース）

### イメージビデオ -DVD-
- Ria Silky rookie（2018年9月27日、REbecca）

### イメージビデオ -配信-
- ピンク色の乳首とお毛毛を大胆露出！腰を前にM字開脚グラインド！マーチングバンド（2019年12月13日、LOVEPOP）
- 4K動画 「はぁはぁ」しながらおっぱいとお尻はプルンプルン♪ランニング編（2019年12月19日、LOVEPOP）
- リコーダーの練習？パンツを見せて誘惑し、見られると興奮し乱れる甘い声の美少女！挑発パンチラ（2019年12月30日、LOVEPOP）
- 綺麗なプニプニの生尻＆ピンク色で大きめの乳輪おっぱいを露出！ブレザー（2020年1月8日、LOVEPOP）
- 4K動画 保湿クリームでさらに気持ちよく！ピンク色乳首を露出してセルフマッサージ！乳揉み編（2020年2月4日、LOVEPOP）

### デジタル写真集
- LOVEPOP デラックス 御坂りあ 001（2021年6月25日、PAD）
- LOVEPOP デラックス 御坂りあ 002（2021年7月16日、PAD）